# Rosalba Forciniti

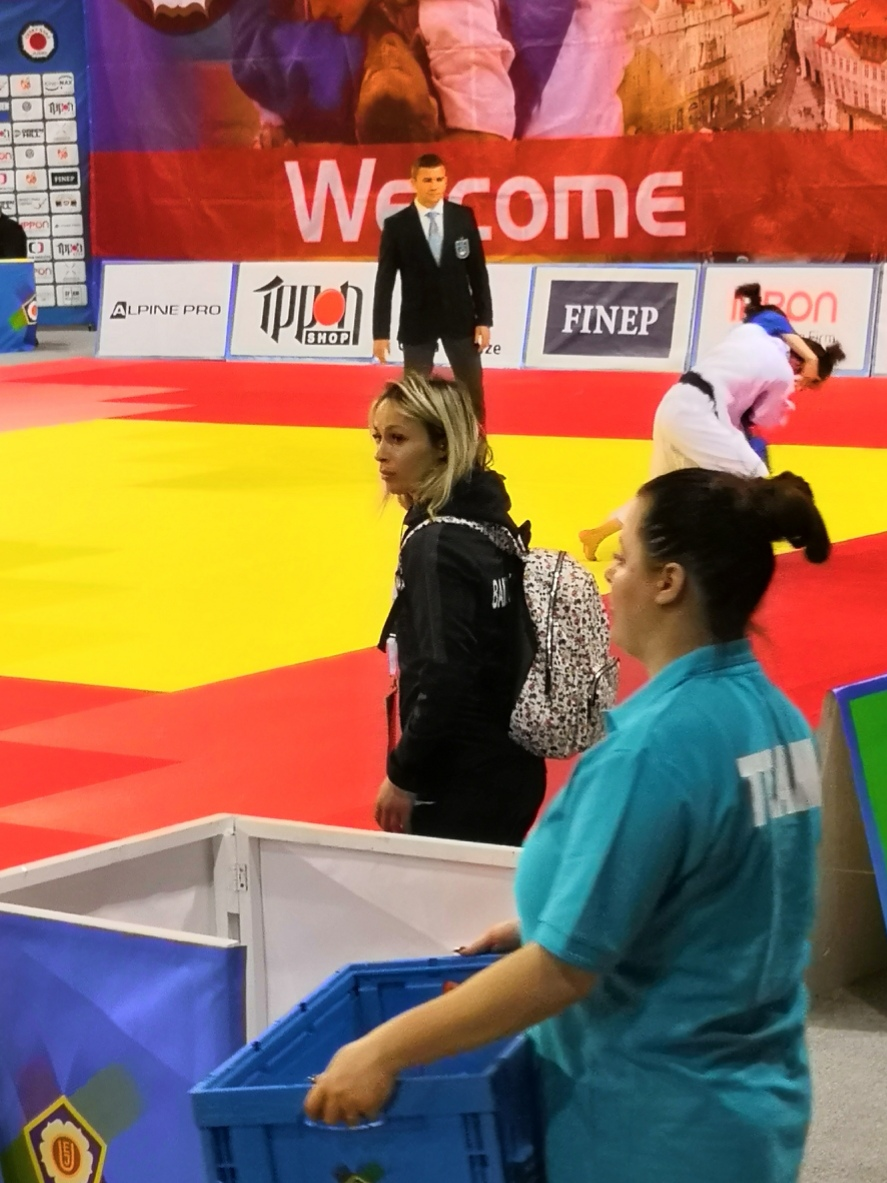
Rosalba Forciniti (2019)

Rosalba Forciniti (* 13. Februar 1986 in Cosenza) ist eine ehemalige  italienische Judoka. Sie gewann 2012 eine olympische Bronzemedaille.

## Sportliche Karriere
Die 1,59 m große Angehörige der Carabinieri kämpfte im Halbleichtgewicht, der Gewichtsklasse bis 52 Kilogramm. Die Karriere von Rosalba Forciniti begann 2001 mit dem Gewinn der italienischen Kadettenmeisterschaften. 2003 siegte sie bei den Junioreneuropameisterschaften. 2004 gewann sie ihren ersten italienischen Meistertitel und belegte bei den Juniorenweltmeisterschaften den fünften Platz. 2007 war sie Fünfte der U23-Europameisterschaften, 2008 erhielt sie eine Bronzemedaille. Bei den Europameisterschaften 2010 in Wien besiegte sie im Halbfinale die Französin Pénélope Bonna, im Finale unterlag sie der Russin Natalja Kusjutina und erhielt die Silbermedaille. Drei Tage später gewannen die Italienerinnen den Mannschaftstitel vor den Polinnen.
Bei den Olympischen Spielen 2012 in London bezwang sie die Deutsche Romy Tarangul und die Südkoreanerin Kim Kyung-ok, unterlag aber im Halbfinale der Nordkoreanerin An Kum-ae. Im Kampf um Bronze besiegte sie Marie Muller aus Luxemburg. 2013 siegte Forciniti beim Weltcupturnier in Rom. 2014 beendete sie einstweilen ihre Karriere und wurde Mutter. 2018 kehrte sie auf die Matte zurück und gewann ihren fünften italienischen Meistertitel. Ende 2018 endete ihre internationale Karriere.

## Italienische Meistertitel
- Halbleichtgewicht: 2004, 2007, 2008, 2010, 2018